# Stazione di Roma Termini

Regionaltåg i Lazio som utgår från Rom.

Stazione di Roma Termini, (Stazione Termini - sedan den 23 december 2006 dedicerad åt Johannes Paulus II) är den största järnvägsstationen i Rom och i Italien.
Den äldsta Stazione Termini nära Diocletianus termer byggdes 1862 och revs på 1930-talet för att ge utrymme åt en vidsträckt öppen plats, av den fascistiska regimen avsedd som paradplats. Den har istället blivit ett centrum för stadens busstrafik. En ny stationsbyggnad påbörjades på södra sidan av Piazzale dei Cinquecento, men arbetet avbröts under andra världskriget och den stora hallen fullbordades först 1950.
Medan arkader av travertin utmärker de äldre sidopartierna, dominerar glasytorna ingångshallen. Takets kurva tar upp formen på den rest av den republikanska stadsmuren, Serviusmuren, som står kvar vid ena kortsidan.